# Lāsma Kauniste
Lāsma Kauniste (russisch Ласма Хермановна Каунисте, Lasma Chermanowna Kauniste, geborene Avotiņa [russisch Авотиня]; * 19. April 1942 in Riga) ist eine ehemalige lettische Eisschnellläuferin, die in den 1960er- und 1970er-Jahren zum Nationalteam der Sowjetunion gehörte. Sie nahm 1968 an den Olympischen Winterspielen teil und wurde 1969 Weltmeisterin im Mehrkampf.

## Sportliche Laufbahn

### Aufstieg in das sowjetische Nationalteam (bis 1967)

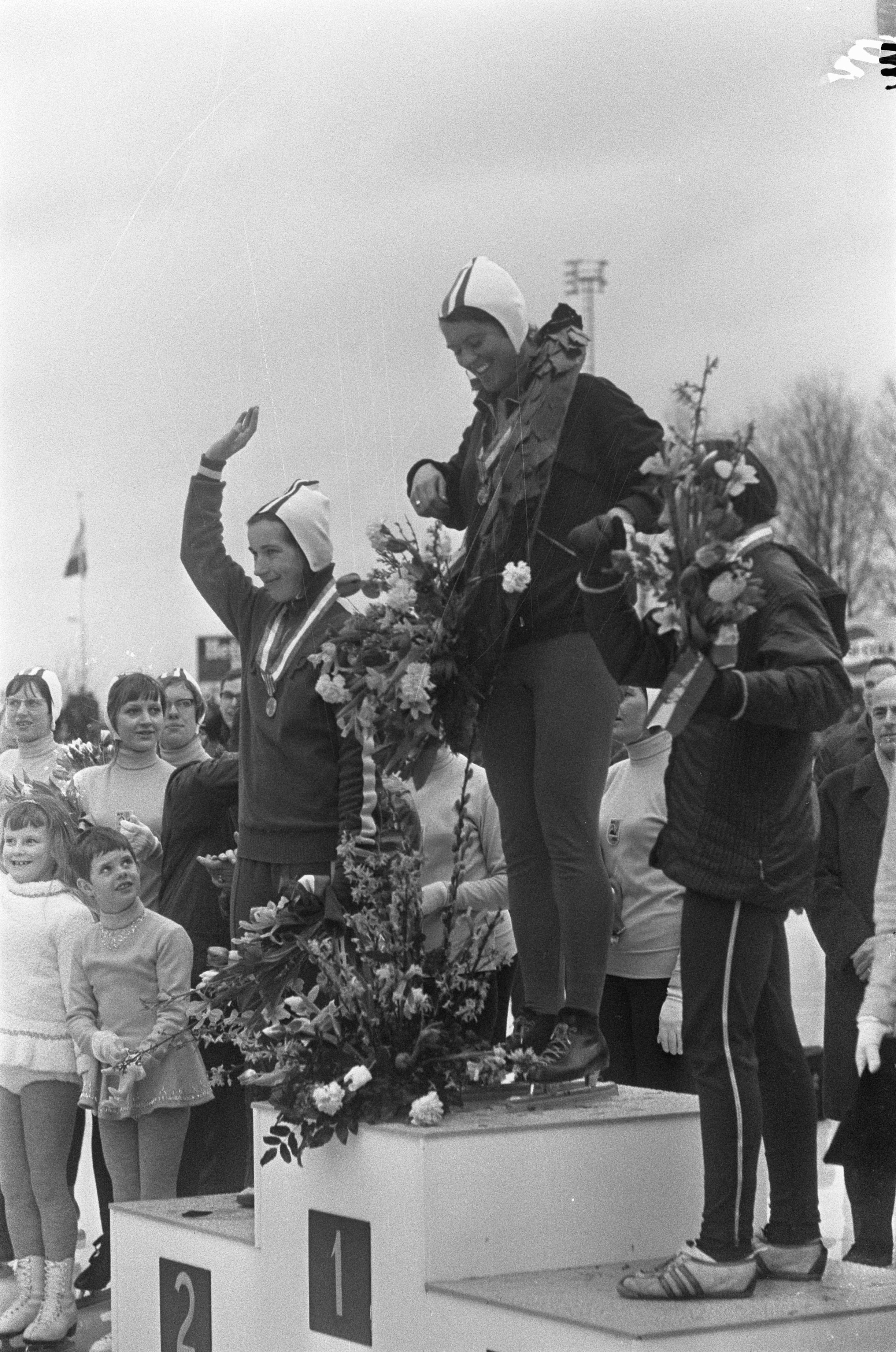
Kauniste (links) bei der Siegerehrung der Mehrkampf-WM 1967 (neben Stien Kaiser)

Lāsma Avotiņa wuchs in Riga auf. Ihr erster Eisschnelllauftrainer in ihrer frühen Jugend war ab Herbst 1955 der aus sowjetischer Kriegsgefangenschaft heimgekehrte Alfons Bērziņš, der 1939 Europameister geworden war. Später übernahm Arvīds Leinerts die Betreuung von Avotiņa und ihrer langjährigen Trainingsgefährtin Arija Gulite, die beide innerhalb der Lettischen SSR schnell zu den führenden Eisschnellläuferinnen aufstiegen. Ende der 1950er-Jahre bestritten Avotiņa und Gulite ihre ersten Wettkämpfe außerhalb Lettlands, unter anderem auf der als besonders schnell geltenden Bahn von Medeo, wo Avotiņa im Februar 1959 mit 16 Jahren einen Juniorenweltrekord über 1000 Meter aufstellte.
Im Januar 1962 belegten die beiden Lettinnen die ersten beiden Plätze bei der sowjetischen Juniorenmeisterschaft im Mehrkampf. Avotiņa hatte in der Endwertung nach vier Strecken knapp anderthalb Punkte Rückstand auf Gulite. 1962 heiratete sie und nahm den Namen ihres Mannes Toivo Kauniste an. Bei den sowjetischen Meisterschaften des Folgejahres belegte sie den vierten Rang hinter Inga Woronina, Walentina Stenina und Lidija Skoblikowa, die zu diesem Zeitpunkt bereits allesamt Weltmeister- oder Olympiasiegertitel errungen hatten. Das Nationalteam der Sowjetunion prägte in den 1950er- und 1960er-Jahren den internationalen Eisschnelllauf der Frauen und stellte 15 Mal in Folge – von 1952 bis 1966 – die Siegerin bei den jährlich ausgetragenen Mehrkampfweltmeisterschaften.
Bei der WM 1963 im japanischen Karuizawa zählte Lāsma Kauniste als Reserveläuferin erstmals zum sowjetischen Nationalteam, kam aber nicht zum Einsatz. Sie legte in der Folge eine Babypause ein und nahm den Sport 1965 wieder auf. Innerhalb eines Jahres qualifizierte sie sich wieder für den Weltmeisterschaftskader: Bei den Titelkämpfen von 1966 gab Kauniste ihr internationales Debüt und erreichte beim Sieg Walentina Steninas den siebten Platz. Ein Jahr später endete bei der WM 1967 in Deventer die lange sowjetische Siegesserie mit einem klaren Triumph der Niederländerin Stien Kaiser, die auf drei der vier Teilstrecken die schnellste Zeit lief. Kauniste gehörte zwar auf keiner Distanz zu den schnellsten drei Sportlerinnen, kam aber in der Summe auf die zweitbeste Punktzahl in der Mehrkampfwertung und gewann bei dem von Regenfällen geprägten Wettbewerb knapp vor Dianne Holum aus den Vereinigten Staaten die Silbermedaille. In einem späteren Interview sagte Kauniste, sie sei mit diesem Ergebnis sehr zufrieden gewesen, anders als die sowjetische Verbandsführung, für die alleine Siege gezählt hätten.

### Olympiateilnahme und Weltmeistertitel (1968 bis 1975)

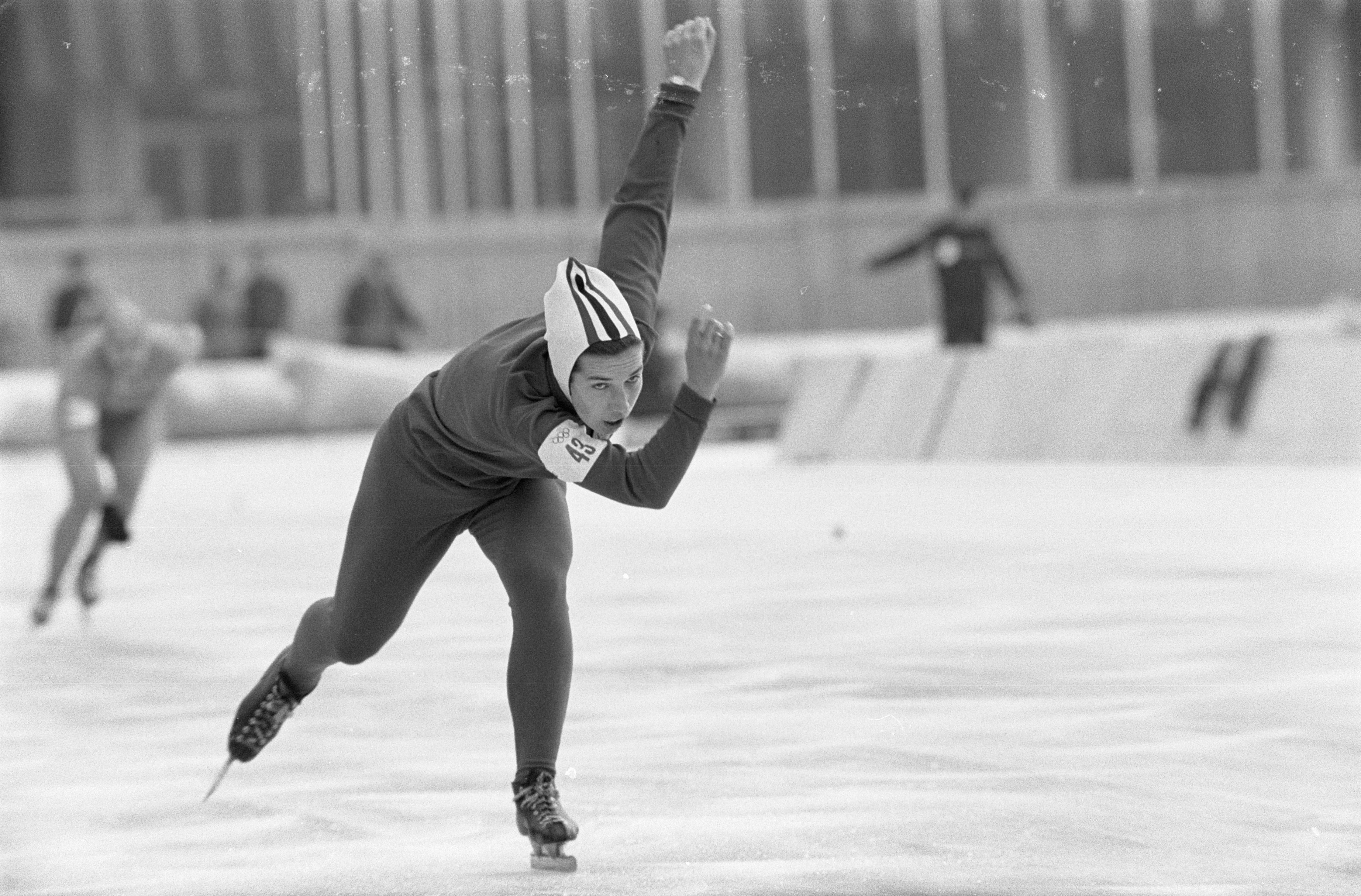
Kauniste während des olympischen 1000-Meter-Rennens 1968

Bei einem (erneut von Stien Kaiser angeführten) niederländischen Dreifachsieg war Kauniste als Vierte bei der Weltmeisterschaft 1968 Ende Januar zum zweiten Mal die beste Eisschnellläuferin ihres Staates. Wenige Wochen später reiste sie als Teil des sowjetischen Olympiaaufgebotes zu den Winterspielen nach Grenoble. Die Sieger der olympischen Eisschnelllaufwetkämpfe wurden anders als bei Weltmeisterschaften nicht im Mehrkampf, sondern auf Einzelstrecken ermittelt. Kauniste erhielt drei Einsätze: Ihr bestes Ergebnis lief sie über 1500 Meter, wo sie als Fünfte eine Medaille um weniger als eine Sekunde verpasste. Auf der 1000-Meter- und der 3000-Meter-Strecke war sie als Elfte beziehungsweise Zwölfte jeweils die am schlechtesten platzierte der drei eingesetzten sowjetischen Läuferinnen.
1969 feierte Kauniste mit dem Sieg bei der Weltmeisterschaft auf der olympischen Eislaufbahn Anneau de vitesse in Grenoble den größten Erfolg ihrer Karriere: Bereits nach dem ersten Tag und den Läufen über 500 Meter und 1500 Meter lag sie auf dem zweiten Rang, am zweiten Tag setzte sie sich mit der Bestzeit – zugleich dem sowjetischen Rekord – über 1000 Meter an die Spitze, die sie im abschließenden 3000-Meter-Rennen verteidigte. Kauniste gewann die Goldmedaille vor den beiden Niederländerinnen Stien Kaiser und Ans Schut. Sie erhielt nach ihrem Weltmeistertitel den Orden des Roten Banners der Arbeit und wurde als Verdiente Meisterin des Sports der UdSSR ausgezeichnet. Lettische Sportjournalisten wählten sie 1969 zur Sportlerin des Jahres.
Nach ihrem Weltmeisterschaftstitel von 1969 knüpfte Kauniste nicht mehr an diesen Erfolg an und gewann keine weiteren internationalen Medaillen. Bei der Mehrkampf-WM 1970 in West Allis wurde sie Fünfte, bei der erstmals ausgetragenen Sprint-WM am gleichen Ort Zehnte. Anfang der 1970er-Jahre fiel sie zwischenzeitlich aus dem ersten Kader der Sowjetunion heraus und es gelang ihr nicht, sich bei den nationalen Auswahlwettbewerben für die sowjetische Olympiamannschaft 1972 zu qualifizieren. Kauniste setzte ihre Karriere noch einige Jahre fort und startete 1973 zum sechsten und letzten Mal bei einer Mehrkampf-WM, ehe sie 1975 vom aktiven Sport zurücktrat. Im Rückblick auf ihre Karriere sagte sie in einem Interview 2015, sie habe sich gesundheitlich nicht mehr vollkommen von einer 1970 zugezogenen Infektion erholt und in den folgenden Jahren zunehmend die Motivation verloren, da sie ihr altes Leistungsniveau nicht mehr erreicht habe.

## Persönliches
1962 heiratete Lāsma Avotiņa den vier Jahre älteren estnischen Eisschnellläufer Toivo Kauniste, den sie Ende der 1950er-Jahre über den Sport kennengelernt hatte. Das Paar zog gemeinsam nach Riga und hat zwei Söhne (* 1963, * 1977). Lāsma Kaunistes Vater Hermanis Avotiņš war ebenfalls als Sportler aktiv und hatte nach Aussage seiner Tochter in den 1920er-Jahren einen Einsatz als Torhüter der Lettischen Fußballnationalmannschaft. Er starb im Januar 1968, kurz vor der WM- und Olympiateilnahme Kaunistes.
Kauniste schloss ein Studium am Lettischen Institut für Körperkultur ab (LVFKI, Latvijas Valsts fiziskās kultūras institūts) und arbeitete nach ihrem Karriereende in Riga als Direktorin einer Schule für Kinder- und Jugendsport. Sie trat ab den 1990er-Jahren zu Eisschnelllaufwettkämpfen für Senioren (Masters) an und wurde zwischen 2002 und 2011 viermal Weltmeisterin ihrer Altersklasse der Über-60- beziehungsweise Über-65-Jährigen. Als Eisschnelllauf- und Shorttrack-Trainerin war sie unter anderem die erste Betreuerin von Haralds Silovs, der bei den Olympischen Winterspielen 2018 Vierter über 1500 Meter wurde.

## Statistik

### Olympische Winterspiele
Lāsma Kauniste war 1968 Teil des sowjetischen Olympiaaufgebots. Sie nahm an drei Wettkämpfen teil.
| Olympische Winterspiele | Olympische Winterspiele | 1000 m | 1500 m | 3000 m |
| Jahr                    | Ort                     | 1000 m | 1500 m | 3000 m |
| ----------------------- | ----------------------- | ------ | ------ | ------ |
| 1968                    | Grenoble                | 11.    | 5.     | 12.    |

### Mehrkampfweltmeisterschaften
Von 1966 bis 1973 nahm Kauniste an sechs Mehrkampfweltmeisterschaften teil und gewann dabei eine Gold- und eine Silbermedaille. Die folgende Tabelle zeigt ihre Zeiten – und in Klammern jeweils dahinter ihre Platzierungen – auf den vier gelaufenen Einzelstrecken sowie die sich daraus errechnende Gesamtpunktzahl nach dem Samalog und die Endplatzierung. Die Anordnung der Distanzen entspricht ihrer Reihenfolge im Programm der Mehrkampf-WM zur aktiven Zeit Kaunistes.
| Mehrkampf-WM | Mehrkampf-WM | 500 m (in Sekunden) | 1500 m (in Minuten) | 1000 m (in Minuten) | 3000 m (in Minuten) | Punkte  | Platz |
| Jahr         | Ort          | 500 m (in Sekunden) | 1500 m (in Minuten) | 1000 m (in Minuten) | 3000 m (in Minuten) | Punkte  | Platz |
| 1966         | Trondheim    | 48,20 (7)           | 2:34,90 (8)         | 1:36,70 (7)         | 5:20,60 (8)         | 201,616 | 7.    |
| 1967         | Deventer     | 46,60 (5)           | 2:26,30 (4)         | 1:38,30 (4)         | 5:30,40 (5)         | 199,584 | 2.    |
| 1968         | Helsinki     | 47,50 (9)           | 2:30,50 (5)         | 1:35,30 (4)         | 5:20,20 (6)         | 198,682 | 4.    |
| 1969         | Grenoble     | 45,60 (3)           | 2:23,70 (3)         | 1:31,20 (1)         | 5:02,80 (6)         | 189,567 | 1.    |
| 1970         | West Allis   | 46,88 (12)          | 2:27,10 (9)         | 1:33,20 (4)         | 5:12,60 (8)         | 194,613 | 5.    |
| 1973         | Strömsund    | 46,34 (16)          | 2:25,36 (13)        | 1:32,66 (8)         | 5:05,21 (9)         | 191,991 | 10.   |

### Persönliche Bestzeiten
Ihre persönlichen Karrierebestzeiten lief Kauniste auf allen vier Distanzen in den Jahren 1973 und 1974.
| Distanz | Zeit        | Datum             | Ort   |
| ------- | ----------- | ----------------- | ----- |
| 500 m   | 44,45 s     | 14. Dezember 1974 | Medeo |
| 1000 m  | 1:28,70 min | 14. Dezember 1974 | Medeo |
| 1500 m  | 2:18,96 min | 27. Januar 1973   | Medeo |
| 3000 m  | 4:52,00 min | 7. Januar 1973    | Medeo |